# Johann Viktor Bredt

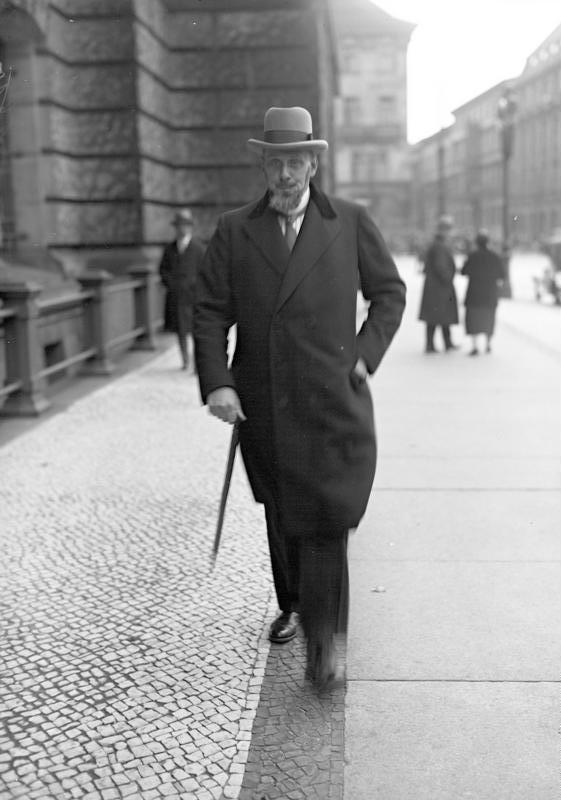
Johann Viktor Bredt (1930)

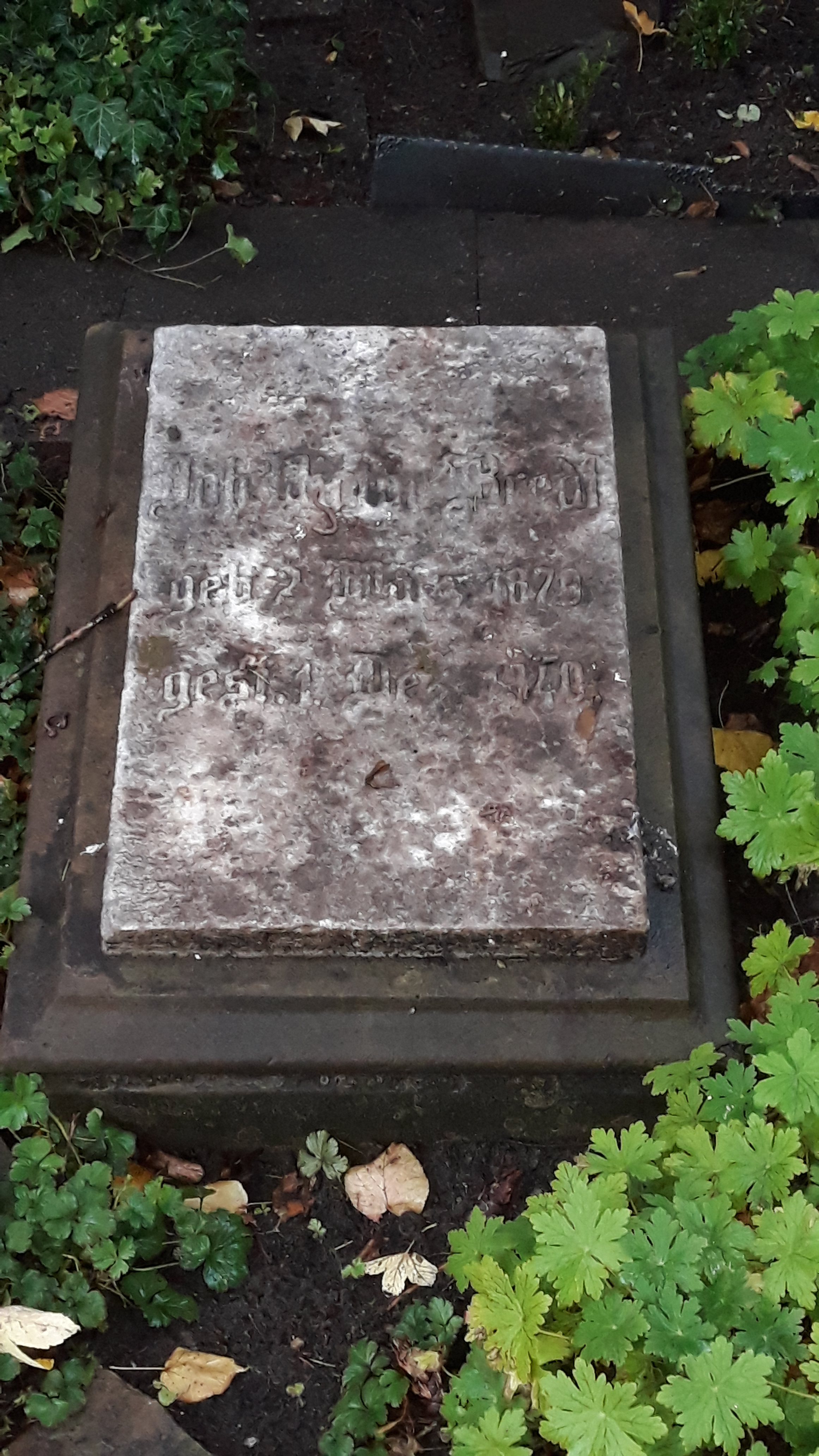
Das Grab von Johann Viktor Bredt auf dem Evangelischen Friedhof Hugostrasse in Wuppertal-Barmen.

Johann Viktor Bredt (* 2. März 1879 in Barmen; † 1. Dezember 1940 in Marburg) war ein deutscher Staatsrechtler und Politiker (Freikonservative Partei, Reichspartei des deutschen Mittelstandes). Von März bis Dezember 1930 leitete er das Reichsjustizministerium.

## Leben und Beruf
Bredt war Sohn des Barmer Fabrikanten und Bankiers Viktor Bredt (1849–1881), er stammte aus einer alteingesessenen reformierten Familie, deren Genealogie er erforschte. Sein Urgroßvater war der Barmer Textilunternehmer Friedrich Wilhelm Bredt. 1897/98 machte er eine Banklehre beim Barmer Bankverein. Anschließend studierte er in Tübingen, Göttingen und Bonn Volkswirtschaftslehre und Rechtswissenschaft. Er promovierte 1901 zum Dr. jur. und 1904 zum Dr. phil., um anschließend Verwaltungsbeamter zu werden. 1909 habilitierte er sich in Heidelberg und wurde 1910 auf einen öffentlich-rechtlichen Lehrstuhl an der Universität Marburg berufen wo er neben dem Staatsrecht vor allem auch das Kirchenrecht wissenschaftlich bearbeitete. 1925 wurde ihm von der Universität Bonn für seine Arbeiten auf dem Gebiet des Kirchenrechts die theologische Ehrendoktorwürde verliehen.

## Politisches Wirken
Bredt gehörte im Kaiserreich den Freikonservativen an und begründete 1920 die Reichspartei des deutschen Mittelstandes mit, der er auch seit 1931 vorstand.
1910 bis 1921 war Bredt Stadtverordneter in Marburg. 1911 bis 1918 gehörte er für die Freikonservativen dem preußischen Abgeordnetenhaus an. 1921 bis 1924 war er Landtagsabgeordneter in Preußen und anschließend bis 1932 Reichstagsabgeordneter. Im Reichstag war er Fraktionsvorsitzender der Wirtschaftspartei. 1926 war er Vorsitzender des Untersuchungsausschusses über die Gründe des deutschen Zusammenbruchs im Ersten Weltkrieg.
Er war 1930 im Kabinett Brüning I Justizminister. Er trat am 5. Dezember 1930 zurück, nachdem der Reichsausschuss der Wirtschaftspartei am 25. November das Finanzprogramm zur Haushaltskonsolidierung von Heinrich Brüning abgelehnt hatte und damit faktisch die Koalitionsbeteiligung aufgekündigt hatte. Bredt setzte sich für einen Zusammenschluss der rechten Parteien ein und sagte am 24. Februar 1932 im Reichstag:
„Bitte, bilden Sie doch hier im Hause eine Mehrheit von rechts her, [Zuruf von den Nationalsozialisten: Löst doch den Laden auf!] die sich über ein Programm einigt, und zeigen Sie uns einen Reichskanzler!“

## Veröffentlichungen
- Geschichte der Familie Bredt. Martini u. Grüttefien, Elberfeld 1902 (Digitalisat).
- Die Lohnindustrie, dargestellt an der Garn- und Textilindustrie in Barmen. Bruer, Berlin 1905.
- Der Wertzuwachs an Grundstücken und seine Besteuerung in Preussen. Bruer, Berlin 1907, (Digitalisat).
- Die Zonenenteignung und ihre Zulässigkeit in Preußen. Zugleich ein Beitrag zur Lehre vom öffentlichen Interesse. Duncker & Humblot, Leipzig 1909.
- Die Besteuerung nach der Leistungsfähigkeit. Ein Beitrag zur Systematik und Reform der direkten Steuern in Preußen und dem Reiche. Deichert, Leipzig 1912, (Digitalisat).
- Die Verfassungsänderung in Preußen. In: Festgaben für Ludwig Enneccerus. Elwert, Marburg 1913, getrennte Paginierung, (Auch als Sonderabdruck. ebenda 1913).
- Die Trennung von Kirche und Staat. Rechtsgutachten für das Consistorium der französisch-reformierten Kirche in Berlin. Gsellius, Berlin 1919.
- Die Rechte des Summus Episcopus. Rechtsgutachten. Warneck, Berlin 1919, (Digitalisat).
- Neues evangelisches Kirchenrecht für Preußen. 3 Bände. Stilke, Berlin 1921–1927;
  - Band 1: Die Grundlagen bis zum Jahre 1918. 1921;
  - Band 2: Die Rechtslage nach 1918. 1922;
  - Band 3: Die neuen Kirchenverfassungen. 1927.
- Der Geist der deutschen Reichsverfassung. Stilke, Berlin 1924, (Digitalisat).
- Die Vermögens-Auseinandersetzung zwischen dem preußischen Staat und dem Königshause. Stilke, Berlin 1925, (Digitalisat).
- Der Deutsche Reichstag im Weltkrieg. Gutachten des Sachverständigen (= Das Werk des Untersuchungsausschusses der Verfassunggebenden Deutschen Nationalversammlung und des Deutschen Reichstages 1919–1926. Verhandlungen, Gutachten, Urkunden. Reihe 4: Die Ursachen des deutschen Zusammenbruchs im Jahre 1918. Abteilung 2: Der innere Zusammenbruch. 8). Deutsche Verlags-Gesellschaft für Politik und Geschichte, Berlin 1926.
- Die belgische Neutralität und der Schlieffensche Feldzugsplan. Stilke, Berlin 1929.
- Die Wohnungszwangswirtschaft (= Wirtschaftsprobleme der Gegenwart. 6, ZDB-ID 638089-X). Junker und Dünnhaupt, Berlin 1930.
- Geschichte der Familie Siebel. Ein Beitrag zur Kultur- und Kirchengeschichte des Niederrheins. Selbstverlag, Marburg 1937.
- Die Verfassung der reformierten Kirche in Cleve-Jülich-Berg-Mark (= Beiträge zur Geschichte und Lehre der reformierten Kirche. 2, ISSN 0175-5323). Buchhandlung des Erziehungsvereins, Neukirchen 1938.
- Geschichte der Familie Greeff aus der Huckenbach. Gleiser, Marburg 1941.